# Индонезија на Светском првенству у атлетици у дворани 2022.
Индонезија је на 18. Светском првенству у атлетици у дворани 2022. одржаном у Београду од 18. до 20. марта учествовала једанаести пут. Репрезентацију Индонезије представљао је 1 такмичар који се такмичио у трци на 60 метара.,
На овом првенству такмичар Индонезије није освојио ниједну медаљу али је оборио национални и лични рекорд.

## Учесници
Мушкарци:
- Лалу Мухамад Зохри — 60 м

## Резултати

### Мушкарци
| Атлетичар          | Дисциплина | Лични рекорд | Квалификација   | Квалификација | Полуфинале     | Полуфинале     | Финале               | Финале               | Детаљи |
| Атлетичар          | Дисциплина | Лични рекорд | Резултат        | Место         | Резултат       | Место          | Резултат             | Место                | Детаљи |
| ------------------ | ---------- | ------------ | --------------- | ------------- | -------------- | -------------- | -------------------- | -------------------- | ------ |
| Лалу Мухамад Зохри | 60 м       |              | 6,58 КВ, НР, ЛР | 3. у гр. 3    | Није стартовао | Није стартовао | Није се квалификовао | Није се квалификовао |        |